# Miroslav Tyl
Miroslav Tyl (* 18. února 1943 Praha) je český botanik, za normalizace disident, signatář Charty 77, po sametové revoluci československý politik, poslanec Sněmovny lidu Federálního shromáždění za KDS, v 90. letech poslanec Poslanecké sněmovny za ODS.

## Biografie
Vystudoval Vysokou školu zemědělskou v Praze a profesně působil jako botanik, odborník v oboru pěstování léčivých rostlin. Kromě toho u Jana Patočky studoval filozofii a sociologii. V letech 1965-1969 byl studentským aktivistou. V roce 1977 podepsal Chartu 77. Krátce po sametové revoluci od 6. ledna 1990 byl mluvčím Charty 77.
Ve volbách roku 1990 zasedl do Sněmovny lidu (volební obvod Středočeský kraj) za KDS, která tehdy kandidovala v rámci koalice Křesťanská a demokratická unie společně s Československou stranou lidovou. Od roku 1991 zasedal v samostatném poslaneckém klubu KDS. Mandát obhájil ve volbách roku 1992, nyní za koalici ODS-KDS. Ve Federálním shromáždění setrval do zániku Československa v prosinci 1992. Od vzniku KDS byl jejím místopředsedou. V parlamentu se podílel na přijetí zákona o půdě a transformaci družstev. Je ženatý, má tři děti.
Do nejvyššího zákonodárného sboru se vrátil v 90. letech. Ve volbách v roce 1996 byl zvolen do Poslanecké sněmovny Parlamentu České republiky za ODS (do níž se mezitím integrovala KDS) a poslanecký mandát zastával až do voleb roku 1998.
V ODS se angažoval i později. V roce 2008 se účastnil její ideové konference, kde přednesl projev a byl zde zmiňován jako člověk, který se zasloužil na budování programu ODS v zemědělské oblasti. V roce 2010 pak byl jmenován členem poradního týmu premiéra Petra Nečase pro oblast zemědělství.